# 프랑코 바티아토

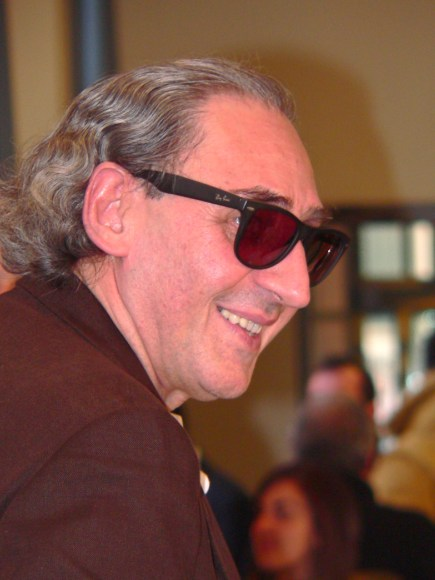
2015년

프란체스코 "프랑코" 바티아토(이탈리아어: Francesco "Franco" Battiato, 이탈리아어: [ˈfraŋko batˈtjaːto], 1945년 3월 23일 ~ 2021년 5월 18일)는 이탈리아의 싱어송라이터, 작곡가, 영화 제작자, 화가이다. 종교적이거나 철학적인 가사를 노래에 많이 담아왔다.
그는 수십년간 이탈리아의 가장 인기있는 싱어송라이터 중 하나이다. 독특한 작곡풍과 가사로 이탈리아에서는 '마에스트로'라는 별명을 얻었다. 그는 여러 가수들에게 곡을 주었으며 가장 지속적인 관계를 유지한 가수는 알리체였다.

## 생애

### 초기의 실험
프랑코 바티아토는 22세에 밀라노로 이주해서 곧 싱글 La Torre를 녹음했고 TV 출연까지 해냈다. 몇몇 팝송을 커버하기도 했고 이후 E l'amore같은 곡으로 더욱 성공을 거둔다. 그는 1970년 실험적인 음악가 유리 카미사스카를 만나 프로그레시브 록 밴드 오사게 트리베(Osage Tribe)를 결성한다. 하지만 몇곡만을 함께 녹음하고 탈퇴한 뒤 이후 솔로 활동을 시작한다. 그의 첫 싱글은 La convenzione였다.
1971년 경부터 바티아토는 실험적인 전자음악을 많이 내었다. 당시 그의 음반은 소량만 팔려나갔지만 지금은 전세계적인 수집대상이다. 뒤틀린 보컬과 각종 실험이 섞인 프로그레시브 록으로 시작해(Foetus, Pollution) 점차 미니멀리즘과 절대주의 음악으로 바뀌어갔다.(Sulle Corde di Aries, Clic) Clic(1974)은 전자음악적 실험이 극대화된 앨범으로 필립 글래스부터 캔에 이르기까지 다양한 뮤지션이 연상되는 앨범이었다.
1975년에 그는 디스키 리코르디 레이블로 옮겨가서 앨범을 내었으며 그중 L'Egitto prima delle sabbie(1977)은 스톡하우젠 상을 받기도 했다

### 전국적인 성공
바티아토는 더 이상 프로그레시브 록을 하지 않고 대중음악가가 되어 레이블도 EMI로 옮긴다. 작업을 도와주던 바이올린 주자 Giusto Pio의 참여로 사운드가 풍성해졌다.
그는 La voce del padrone(1981)로 상업적 성공을 거두었으며 이 앨범은 최초로 이탈리아 내 판매량 100만장을 넘은 앨범이 되었다. 이런 상업적 성공은 알리체와 함께한 곡 I treni di Tozeur로 이탈리아 대표가 되어 유로비전 송 콘테스트에 참여했을때(1984) 절정이었다.
Fisiognomica(1988)도 30만장 이상 팔린 히트작이며 바티아토 스스로 음악과 가사가 가장 조화를 이룬 앨범으로 여기는 작품이다. Veni l'autunnu같은 곡은 시칠리아어와 아랍어 가사를 담고있다.

### 만리오 즈갈람브로와의 협력

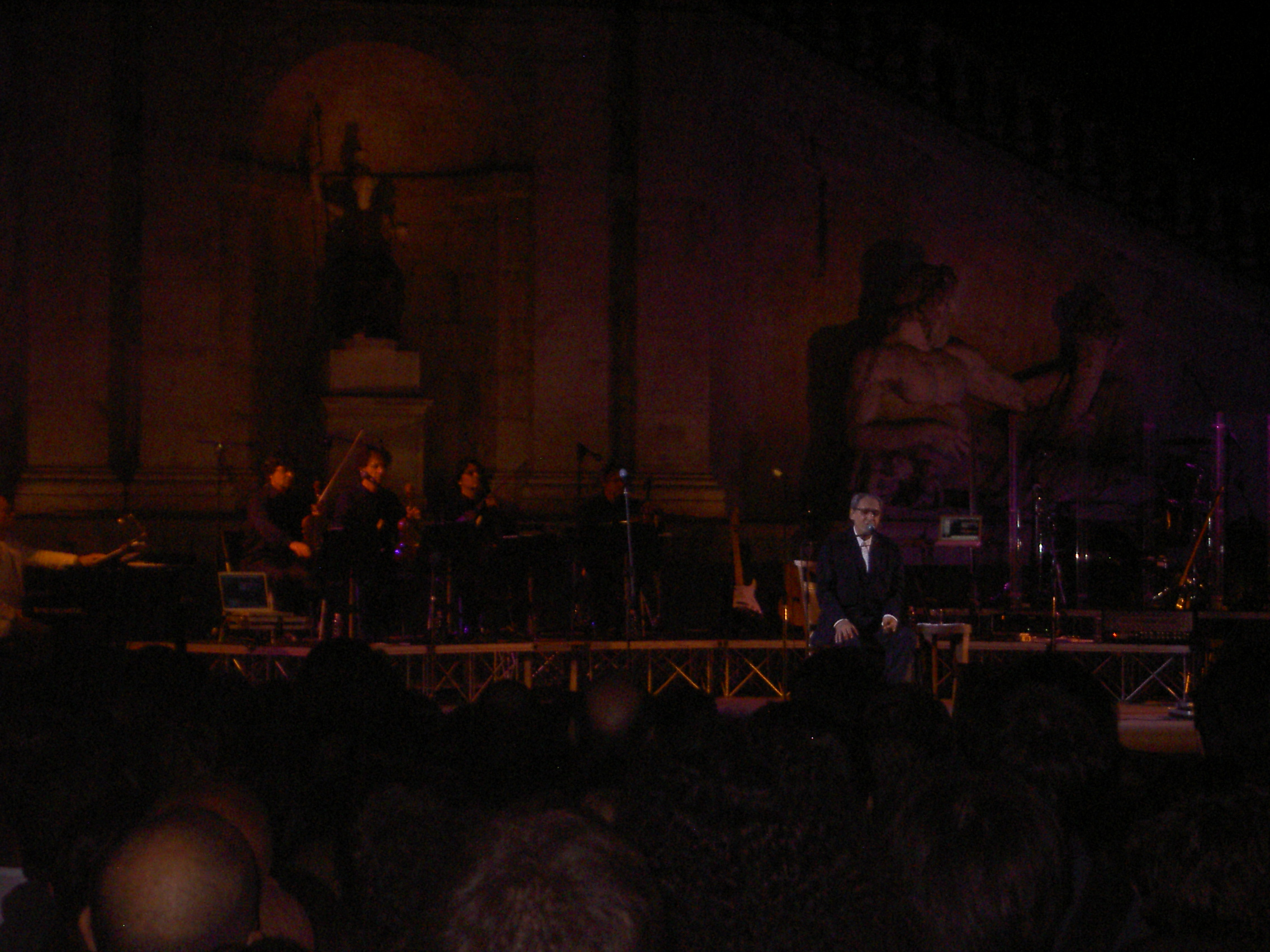
Notte Bianca(2007) 공연중인 바티아토

1994년부터 바티아토는 시칠리아의 철학자 만리오 즈갈람브로와 함께 곡을 써왔다. La cura같은 곡은 1996년에 이탈리아 최고의 싱글로 꼽히기도 했다. 그들의 작업은 10여년간 이어졌다.
2003년에는 Perdutoamor라는 영화를 감독했고 음악도 맡았다. 실버리본 상 신인감독상을 받기도 했다. 하지만 이후 감독한 Musikanten은 감독 알레한드로 조도로프스키를 베토벤 역할로 맡겼었는데 혹평을 받았다. 2012년에는 시칠리아 지역의 문화관광부 국장이 되기도 했지만 구설수에 올라 곧 그만두었다.

## 음반 목록

### Bla Bla 레이블
- La Convenzione (single, 1971)
- Foetus (1971)
- Pollution (1972)
- Sulle corde di Aries (1973)
- Clic (1974)
- M.elle le “Gladiator” (1975)

### Ricordi 레이블
- Feed Back (1975)
- Battiato (1976)
- Juke Box (1977)
- L'Egitto prima delle sabbie (1978)

### EMI 레이블
- L'era del cinghiale bianco (1979)
- Patriots (1980)
- La voce del Padrone (1981)
- L'arca di Noè (1982)
- Orizzonti perduti (1983)
- Mondi Lontanissimi (1985)
- Echoes of Sufi Dances (1985, in English)
- Ecos de Danzas Sufi (1985, in Spanish)
- Nomadas (1987, in Spanish)
- Fisiognomica (1988)
- Giubbe Rosse (1989, live)
- Come un cammello in una grondaia (1991)
- Caffè de la Paix (1993)
- Unprotected (1994, live)
- L'ombrello e la macchina da cucire (1995)
- Battiato studio collection (1996, collection)

### Mercury / Sony 레이블
- L'imboscata (1996)
- Shadow, Light (1996, collection)
- Battiato Live Collection (1997, live)
- Gommalacca (1998)
- Fleurs (1999)
- Campi magnetici (2000)
- Ferro battuto (2001)
- Fleurs 3 (2002)
- Last Summer Dance (2003, live)
- Dieci stratagemmi (2004)
- Il vuoto (2007)
- Fleurs 2 (2008) (3X Platinum)
- Inneres Auge – Il tutto è più della somma delle sue parti (2009) (Platinum)
- Apriti sesamo (2012)